# Śmigus-dyngus
 (juillet 2016).
Si vous disposez d'ouvrages ou d'articles de référence ou si vous connaissez des sites web de qualité traitant du thème abordé ici, merci de compléter l'article en donnant les références utiles à sa vérifiabilité et en les liant à la section « Notes et références ».

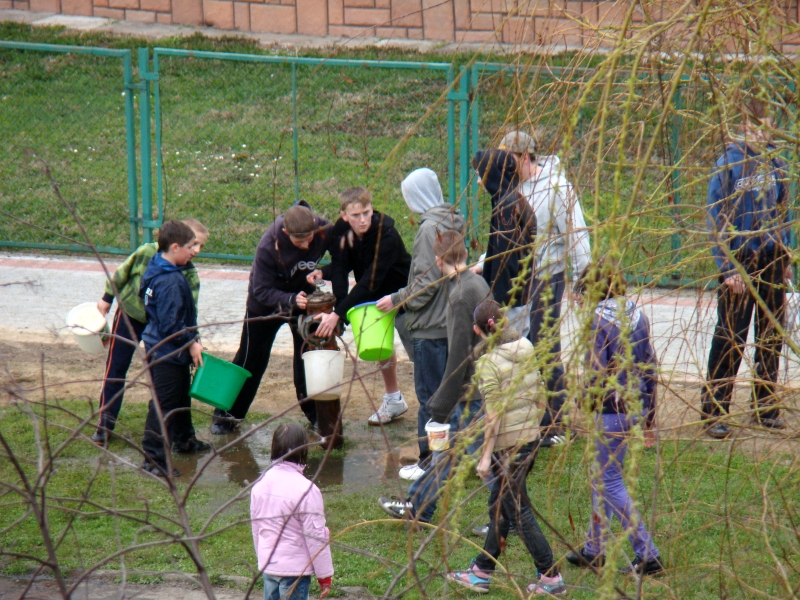
Śmigus-dyngus à Sanok (2010)

Śmigus-dyngus (appelé aussi lany poniedziałek, littéralement « lundi inondé », lany étant le participe passé du verbe lać, « verser ») est une tradition populaire observée en Pologne lors du lundi de Pâques. Elle consiste à asperger d’eau ses proches ou à les fouetter symboliquement avec des branches de saule. Associée à des rites de fertilité pré-chrétiens, cette pratique a été intégrée au folklore chrétien comme symbole de purification et de renouveau.

## Histoire et signification

### Origines païennes et christianisation
Le Śmigus-dyngus trouve ses racines dans les rites printaniers slaves liés au culte de l’eau et de la fertilité. Les Slaves croyaient que l’eau, symbole de vie, éloignait les esprits malveillants et favorisait les récoltes. Après la christianisation de la Pologne au Xe siècle, l’Église a associé ces pratiques à la célébration de Pâques, en les reliant au baptême et à la résurrection du Christ.

### Symbolisme religieux
L’eau utilisée pendant le Śmigus-dyngus est souvent bénite à l’église le samedi saint. Elle rappelle aux fidèles leur baptême et la promesse d’une « vie nouvelle » selon la théologie chrétienne. Jusqu’au XIXe siècle, les paysans aspergeaient aussi leurs champs d’eau bénite pour invoquer une récolte abondante.

## Pratiques contemporaines
Le lundi de Pâques, les jeunes hommes parcourent les rues pour asperger les femmes célibataires d’eau (parfois parfumée) ou les fouetter légèrement avec des branches de saule décorées de rubans. Cette coutume, autrefois ritualisée, est aujourd’hui ludique, bien que certaines régions rurales maintiennent des versions traditionnelles.

### Variations régionales
- À Cracovie, des défilés costumés accompagnent les aspersions.
- Dans les villages des Carpates, on utilise encore des récipients en bois sculpté pour verser l’eau[7].

## Traditions similaires
Le Śmigus-dyngus partage des similitudes avec d’autres rites slaves :  
- Pomlázka (Tchéquie/Slovaquie) : Les hommes fouettent les femmes avec des branches tressées pour « assurer leur santé »[8].
- Oblewanka (Biélorussie) : Aspersions d’eau le lundi de Pâques.